# Acid dicloroacetic
Acidul dicloroacetic (DCA) este un compus organic cu formula chimică Cl2HCCOOH. Sărurile sodice au fost studiate pentru potențialul terapeutic, deoarece sunt inhibitori ai enzimei piruvat-dehidrogenaz-kinaza.

## Obținere
Acidul dicloroacetic este de obicei preparat în urma unei reacții de reducere a acidului tricloroacetic (TCA). Se mai poate obține din cloralhidrat. Acidul dicloroacetic este și un produs al metabolizării unor medicamente ce conțin clor.